# Principatul Bulgariei
Principatul Bulgariei (în bulgară Княжество България, transliterat: Kneajestvo Bălgariia) a fost un stat creat ca urmare a hotărârilor Tratatului de la Berlin din 1878 ca vasal al Imperiului Otoman. Tratatul de la San Stefano (tratatul preliminar dintre Imperiul Rus și Poarta Otomană de pe 3 martie) propusese ca Bulgaria să aibă o suprafață mult mai mare, care ar fi asigurat ca toți etnicii bulgari din Balcani să trăiască în același stat. Marile puteri europene s-au temut că echilibrul continental avea să fie distrus odată cu crearea unui stat clientelar al rușilor în Balcani și de aceea au fost de acord doar cu un principat autonom bulgar de dimensiuni mai mici. Tratatul de la Berlin a asigurat autonomia Rumeliei Răsăritene în cadrul Imperiului Otoman. În 1885 însă, Rumelia a trecut sub controlul bulgarilor.

## Tratatul de la Berlin
Tratatul de la San Stefano din 3 martie 1878 propunea înființarea unui stat bulgar care ar fi cuprins regiunile geografice ale Moesiei, Traciei și Macedoniei. Această dată este sărbătorită de bulgari ca zi națională.
Temându-se de crearea unui mare stat clientelar rus în Balcani, celelalte mari puteri europene nu au fost de acord cu prevederile acestui tratat. Ca urmare, a fost convocat sub conducerea cancelarului Imperiului German, Otto von Bismarck, și a premierului Regatului Unit, Benjamin Disraeli, un congres la Berlin, care a revizuit tratatul de la San Stefano și a redus teritoriul statului bulgar.
A fost creat astfel Principatul autonom al Bulgariei, care se întindea între Dunăre și lanțul muntos Stara Planina, capitala medievală Veliko Tărnovo devenind capitala noului stat și incluzând și Sofia. Principatul Bulgariei se afla sub suzeranitatea nominală a Imperiului Otoman, dar era condus de un principe ales de o adunare a reprezentanților bulgari, alegerea fiindu-i aprobată de marile puteri. Reprezentanții marilor puteri au insistat ca principele să nu poată fi un rus, dar până în cele din urmă a fost găsit un compromis. Astfel a fost ales un nepot al țarului Alexandru I, prințul Alexandru de Battemberg. A fost creată în sudul Starei Planina o provincie autonomă otomană — Rumelia Răsăriteană — în timp ce Macedonia a retrecut sub controlul sultanului.

## Încorporarea Rumeliei răsăritene
Bulgarii au adoptat o constituție democrată. Puterea în noul stat a fost preluată de Partidul Liberal condus de Stefan Stambolov. Principele Alexandru avea convingeri conservatoare și s-a opus la început politicii guvernului Stambolov, dar, odată cu trecerea timpului, a ajuns să accepte aceste politici. Principele Alexandru a sprijinit încorporarea Rumeliei Răsăritene, care a avut loc după o rebeliune din septembrie 1885. Marile puteri europene erau prea ocupate cu luptele dintre ele pentru a mai interveni în acel moment în conflictul bulgaro-turc. La scurtă vreme după acest eveniment a izbucnit un război sârbo-bulgar. Bulgarii și-au apărat cu succes teritoriul, învingându-i pe sârbi la Slivnița.
Anexare Rumeliei Răsăritene nu a durat însă, provincia fiind returnată formal otomanilor pe 17 aprilie 1886. Totuși, Rumelia a rămas sub controlul efectiv al bulgarilor și pe 24 martie 1886, sultanul a recunoscut principelui Bulgariei statutul de „guvernator general” al provinciei.

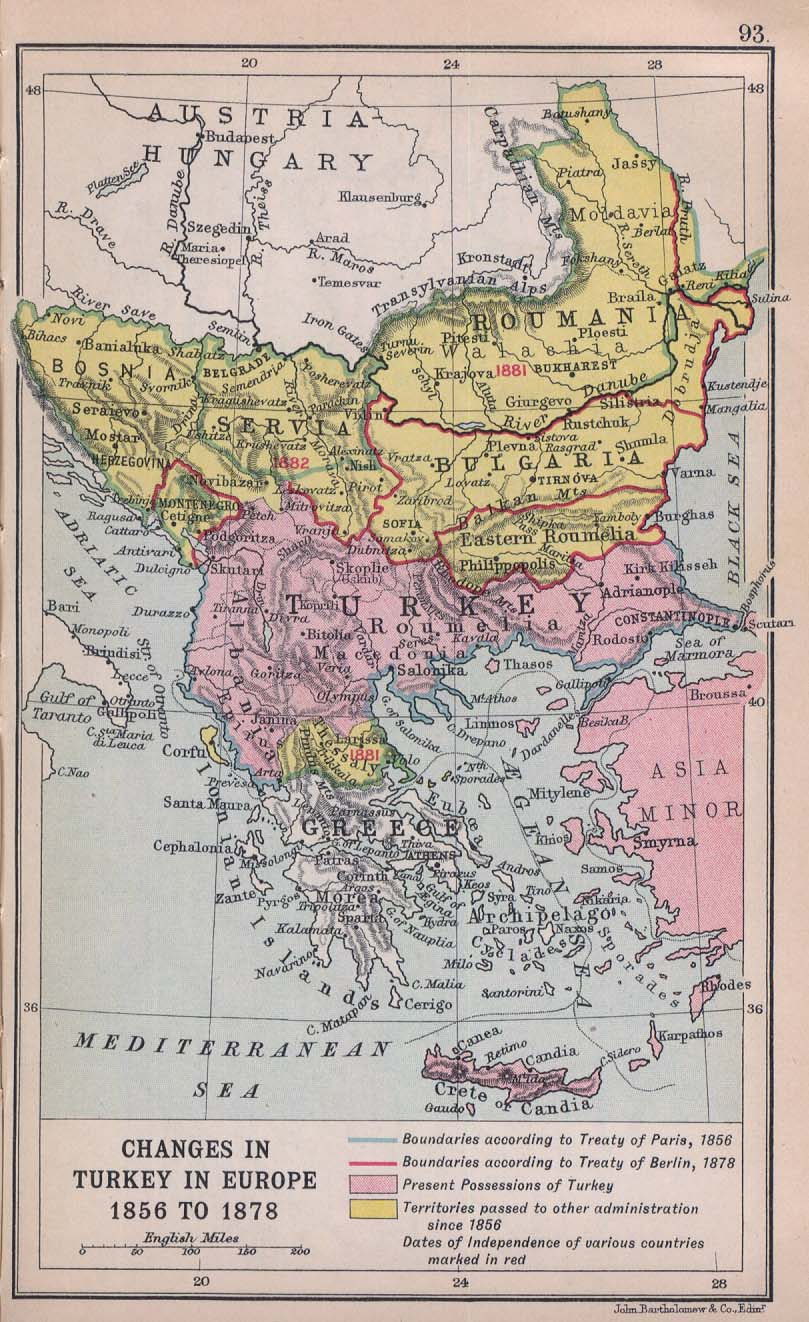
Turcia europeană – schimbări teritoriale în perioada 1856-1878, din Literary and Historical Atlas of Europe, de J.G. Bartholomew, 1912.

Aceste evenimente au crescut foarte mult popularitatea lui Alexandru în Bulgaria, dar Rusia s-a arătat tot mai îngrijorată de politicile liberale ale suveranului și premierului de la Sofia. În august 1886, rușii au regizat o lovitură de stat, în cursul căreia Alexandru a fost forțat să abdice și să accepte exilul în Rusia. Stambolov a reacționat rapid, participanții la lovitura de stat fiind obligați să fugă din țară. Stambolov a încercat de asemenea să-l readucă pe Alexandru pe tronul țării, dar rușii s-au opus cu putere. În iulie 1887, bulgarii l-au ales pe Ferdinand de Saxe-Coburg-Gotha ca principe al Bulgariei. Ferdinand era „candidatul austro-ungarilor” și rușii au refuzat să-l recunoască. Ferdinand a cooperat la început cu Stambolov, dar în 1894 relațiile dintre cei doi s-au tensionat. Stambolov a demisionat și în 1895 a fost asasinat. Ferdinand a hotărât atunci să reia relațiile cu Rusia, ceea ce a presupus reîntoarcerea la o politică conservatoare.

## Regatul și independența
Sub stăpânirea otomană continua să trăiască o populație relativ numeroasă de bulgari, în special în regiunea Macedonia. Situația era complicată de pretențiile teritoriale ale Greciei și Serbiei asupra aceleiași Macedonii otomane. Neînțelegerile cu privire la Macedonia au dus la conflicte între părțile interesate, care au culminat cu luptele din timpul primului război mondial. În 1903 a avut loc o rebeliune a bulgarilor din Macedonia otomană care a dus țările din regine până în pragul războiului. În 1908, Ferdinand I s-a folosit de luptele dintre marile puteri pentru a proclama independență țării, transformarea principatului în regat și a titlului monarhului din „cneaz” în „țar”.